# 1st South Carolina Rifle
Les Orr's Rifles (fusiliers d'Orr) forment un régiment d'infanterie de la Caroline du Sud qui a servi dans l'armée des États confédérés pendant la guerre de Sécession.

## Histoire

### Formation
Le 20 juillet 1861, James Lawrence Orr (en) organisé le 1st South Carolina Rifle à Sandy Springs. Il est élu colonel ; J. Foster Marshall est élu lieutenant-colonel, et Daniel A. Ledbetter, commandant. Dix compagnies sont recrutées dans les districts suivants (les comtés étaient connus comme des districts entre 1800 et 1868)...
| Compagnie : Surnom        | District  | Capitaine           |
| ------------------------- | --------- | ------------------- |
| A : « Keowee Riflemen »   | Pickens   | J. W. Livingston    |
| B : « McDuffie's Guards » | Abbeville | James Perrin        |
| C : « Mountain Boys »     | Pickens   | J. J. Norton        |
| D : « Orr's Rifles »      | Anderson  | Frank E. Harrison   |
| E : « Oconee Riflemen »   | Pickens   | Miles M. Norton     |
| F : « Blue Ridge Rifles » | Pickens   | Robert A. Hawthorne |
| G :« Marshall Riflemen »  | Abbeville | G. McDuffie Miller  |
| H : « Pee Dee Guards »    | Marion    | George M. Fairlee   |
| I : non créé              |           |                     |
| K : « Marshall Guards »   | Anderson  | George W. Cox       |
| L : « Calhoun Guards »    | Anderson  | John B. Moore       |

Le régiment ne participe à aucune action jusqu'à ce qu'Orr parte, mais le nom de « fusiliers d'Orr » reste tout au long de la guerre.

### Service initial
D'abord posté sur Sullivan's Island, en Croline du Sud pour défendre le port de Charleston, certains l'appelle le « Pound Cake Regiment », en référence au service de garnison « léger ». Le 20th South Carolina Infantry est appelé la « Poundcake Brigade » en raison des engagements limités dans le temps et ils sont si près de chez eux que leur famille peuvent leur amener du quatre-quarts ou d'autres friandises.

### Transfert en Virginie
En avril 1862, l'unité, à son effectif complet de 1000 hommes, est transférée dans l'armée de Virginie du Nord (ANV) de Robert E. Lee. En juin, elle est incorporée dans la brigade de Gregg de la division légère d'A. P. Hill du corps de Thomas J. "Stonewall" Jackson (souvent appelé « l'aile gauche » au début de la guerre).

### Batailles non incluses
Les actions suivantes se répartissent en deux catégories : celles mentionnées dans diverses sources en ligne, mais qui ne sont pas encore suffisamment documentées pour l'inclusion dans l'infobox à droite ; ou celles qui sont incluses, sous un autre nom...
Glendale (VA - 30 juin 1862)
Répertoriée ici comme Frayser's Farm.
Deuxième Bull Run (VA - 28-30 août. 1862)
Généralement appelée deuxième Manassas par les sources confédérées.
Chantilly (VA - 1 sept. 1862)
Généralement appelée Ox Hill par les sources confédérées, le régiment soutient le 12th South Carolina qui se retrouve au contact des troupes de l'Union(p682-683).
Antietam (MD - 17 sept. 1862)
Généralement appelé Sharpsburg par les sources confédérées.
Franklin's Crossing (VA - 5 juin 1863)
Aussi appelée Deep Run, a impliqué le corps d'A. P. Hill, y compris éventuellement les fusiliers d'Orr.
Falling Waters (MD - 14 juillet 1863)
Apparemment, cette action s'est produite lors de la retraite de Gettysburg, en tant que partie de la bataille de Williamsport. Malheureusement, l'article de Wikipedia ne mentionne pas les fusiliers d'Orr, ni la brigade, la division ou le corps à laquelle le régiment est subordonné.
Mise en garde Ne pas confondre avec la bataille du même nom qui a eu lieu le 2 juillet 1861.
Deuxième Deep Bottom (VA - 14-20 août. 1864)
Généralement appelée Fussell's Mill par les sources confédérées.
Premier Squirrel Level Road (VA - 30 sept. 1864)
Cela semble être une partie de la Peebles's Farm qui est également connue comme  Poplar Springs Church. Il se peut aussi que la bataille de Jones Farm (VA - 30 sept. 1864) et/ou de la première Pegram's Farm (VA - 1 Oct. 1864) soir des parties de cette même bataille.
FiveForks (VA - 1er avril 1865)
Bien que l'article de Wikipédia Falling Waters ne fasse aucune mention d'une implication des fusiliers d'Orr au combat à l'ouest. De toute façon, A. P. Hill tient toujours la ligne à Petersburg lors de la percée  qui se produit le 2 avril.
Appomattox Court House (VA - 9 avril 1865)
Les fusiliers d'Orr se rendent à cet endroit, mais n'ont probablement pas pris part à cette bataille, qui est menée principalement par le deuxième corps.

### Reddition
Lee se rend avec l'arme de Virginie du Nord, y compris les fusiliers d'Orr, à Appomattox Court House (en), le 9 avril 1865. Après trois ans de combat, le régiment comprend 9 officiers et 148 hommes du rang.